# گرنادا در المپیک تابستانی ۲۰۲۴
کاروان المپیکی گرنادا (واقع در آمریکای مرکزی) متشکل از ۶ ورزشکار توانستند سهمیه حضور در بازی‌های المپیک تابستانی ۲۰۲۴ را که از ۲۶ ژوئیه تا ۱۱ اوت ۲۰۲۴(۵ تا ۲۱ امرداد ۱۴۰۳ خورشیدی) به میزبانی پاریس، پایتخت فرانسه برگزار شد را کسب کنند. این حضور، یازدهمین حضور پیاپی ورزشکاران این کشور در بازی های المپیک تابستانی از زمان اولین حضور رسمی آنها در المپیک ۱۹۸۴ خواهد بود.

## مدال‌آوران
| مدال | ورزشکار       | ورزش        | رویداد           | تاریخ |
| ---- | ------------- | ----------- | ---------------- | ----- |
| برنز | لیندون ویکتور | دو و میدانی | دهگانه مردان     | ۳ اوت |
| برنز | اندرسون پترز  | دو و میدانی | پرتاب نیزه مردان | ۸ اوت |

## شرکت‌کنندگان
در زیر فهرست رشته‌های ورزشی که در آن ورزشکاران گرنادایی به رقابت پرداختند آورده شده‌است.
| ورزشکار     | مردان | زنان | کل |
| ----------- | ----- | ---- | -- |
| دو و میدانی | ۳     | ۱    | ۴  |
| شنا         | ۱     | ۱    | ۲  |
| کل          | ۴     | ۲    | ۶  |

## دو و میدانی
ورزشکاران دوومیدانی گرنادایی با توجه به استانداردهای لازم برای ورود به المپیک پاریس ۲۰۲۴، یا با گذراندن علامت مقدماتی مستقیم (یا زمان مسابقات دو و میدانی) و یا با رتبه جهانی، سهمیه حضور در رویدادهای زیر (حداکثر ۳ ورزشکار هر کدام) را کسب کردند:
کلید
- Note رتبه های داده شده برای رویدادهای پیست فقط در حد گرم کردن ورزشکار است
- Q = گزینش برای دور بعدی
- q = واجد شرایط برای دور بعدی به عنوان سریعترین بازنده "یا"، در مسابقات میدانی، بر اساس موقعیت بدون دستیابی به هدف مقدماتی
- NR = رکورد ملی
- N/A = دور برای رویداد قابل اجرا نیست
- Bye = استراحت

رویدادهای مسیر و جاده
| ورزشکار     | رویداد        | اولیه | اولیه | مقدماتی | مقدماتی | شانس‌مجدد | شانس‌مجدد    | نیمه‌نهایی   | نیمه‌نهایی   | نهایی       | نهایی |
| ورزشکار     | رویداد        | نتیجه | رتبه  | نتیجه   | رتبه    | نتیجه    | رتبه        | نتیجه       | رتبه        | نتیجه       | رتبه  |
| ----------- | ------------- | ----- | ----- | ------- | ------- | -------- | ----------- | ----------- | ----------- | ----------- | ----- |
| کرانی جیمز  | ۴۰۰ متر مردان | —     | —     | ۴۴٫۷۸   | ۱ Q     | استراحت  | استراحت     | ۴۳٫۷۸ SB    | ۱ Q         | ۴۳٫۸۷       | ۵     |
| هاله هازارد | ۱۰۰ متر زنان  | ۱۱٫۸۸ | 2 Q   | ۱۱٫۷۰   | ۸       | —        | پیشروی نکرد | پیشروی نکرد | پیشروی نکرد | پیشروی نکرد |       |

رویدادهای میدانی
| ورزشکار      | رویداد           | مقدماتی | مقدماتی | نهایی | نهایی |
| ورزشکار      | رویداد           | نتیجه   | رتبه    | نتیجه | رتبه  |
| ------------ | ---------------- | ------- | ------- | ----- | ----- |
| اندرسون پترز | پرتاب نیزه مردان | ۸۸٫۶۳   | ۲ Q     | ۸۸٫۵۴ | 3     |

رویداد ترکیبی – دهگانه مردان
تنها ورزشکار گرنادایی در این رشته ورزشی توانست برای کشورش افتخارآفرین باشد و در جایگاه سوم این مسابقات دست یابد و مدال برنز به ارمغان آورد.
| ورزشکار       | رویداد | ۱۰۰ م | LJ   | SP       | HJ   | ۴۰۰ م | ۱۱۰مانع  | DT        | PV      | JT       | ۱۵۰۰ م     | نهایی | رتبه |
| ------------- | ------ | ----- | ---- | -------- | ---- | ----- | -------- | --------- | ------- | -------- | ---------- | ----- | ---- |
| لیندون ویکتور | نتیجه  | ۱۰٫۵۶ | ۷٫۴۸ | ۱۵٫۷۱ SB | ۲٫۰۲ | ۴۷٫۸۴ | ۱۴٫۶۲ SB | ۵۳٫۹۱ ODB | ۴٫۹۰ SB | ۶۸٫۲۲ SB | ۴:۴۳٫۵۳ SB | ۸٬۷۱۱ | 3    |
| لیندون ویکتور | امتیاز | ۹۶۱   | ۹۳۰  | ۸۳۳      | ۸۲۲  | ۹۱۷   | ۸۹۶      | ۹۵۲       | ۸۸۰     | ۸۶۲      | ۶۵۸        | ۸٬۷۱۱ | 3    |

## شنا
گرانادا دو شناگر را برای شرکت در المپیک ۲۰۲۴ پاریس فرستاد.
| ورزشکار      | رویداد                 | مقدماتی | مقدماتی | نیمه‌نهایی   | نیمه‌نهایی   | نهایی       | نهایی       |
| ورزشکار      | رویداد                 | زمان    | رتبه    | زمان        | رتبه        | زمان        | رتبه        |
| ------------ | ---------------------- | ------- | ------- | ----------- | ----------- | ----------- | ----------- |
| زکری گرشام   | ۱۰۰ متر کرال پشت مردان | ۵۸٫۹۲   | ۴۴      | پیشروی نکرد | پیشروی نکرد | پیشروی نکرد | پیشروی نکرد |
| تیلی کولیمور | 100 متر آزاد           | ۵۸٫۸۴   | 26      | پیشروی نکرد | پیشروی نکرد | پیشروی نکرد | پیشروی نکرد |